# استرالیا (فیلم ۲۰۰۸)
استرالیا (به انگلیسی: Australia) فیلمی محصول سال ۲۰۰۸ به کارگردانی باز لورمن است. در این فیلم نیکول کیدمن، هیو جکمن، دیوید ونهام، دیوید گولپلیل، برایان بران، جک تامپسون، براندون والترز، دیوید انگومبوجارا، بن مندلسون، اسی دیویس و بری اتو بازی کردند.

## خلاصه داستان
در حاشیه جنگ جهانی دوم، زنی انگلیسی و از طبقه اشراف به دورافتاده‌ترین قاره سفر می‌کند و در آنجا با طبیعتی وحشی و انسان‌هایی خشن روبرو می‌شود. این زن در آنجا مزرعه بزرگی را به ارث برده است. او به نگهداری از مزرعه بی میل است اما با اصرارهای مردی که در آنجاست تصمیم می‌گیرد که آنجا را بازسازی کند و در این راه تجربیات زیادی به دست می‌آورند تا اینکه نیروهای ژاپنی آن سرزمین را بمباران می‌کنند

## جوایز
این فیلم کاندیدای ۱ جایزه اسکار (کاندیدای اسکار بهترین طراحی لباس) در سال ۲۰۰۹ شد.